# Frederic Wilhelm de Brandenburg-Schwedt

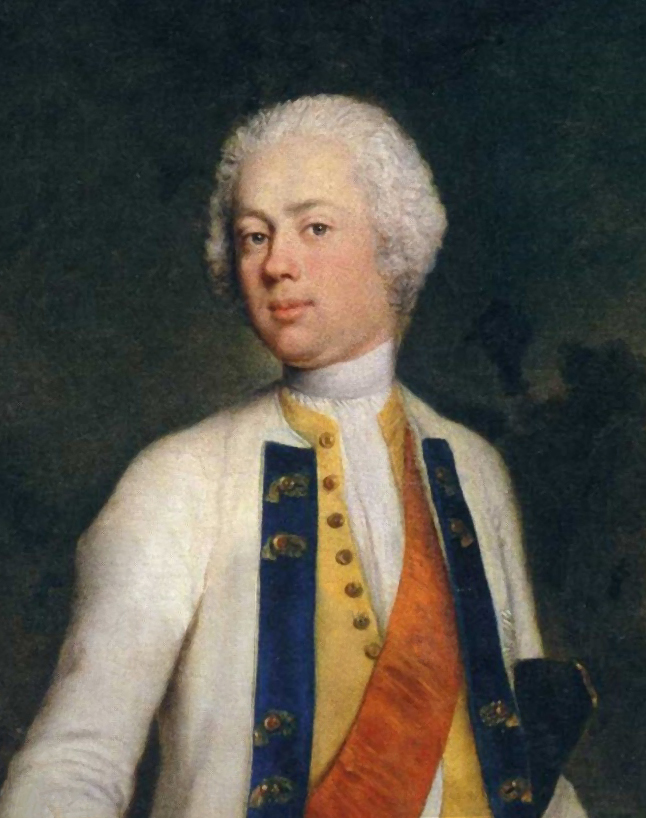
Frederic Wilhelm de Brandenburg-Schwedt

Frederic Wilhelm de Brandenburg-Schwedt (17 noiembrie 1700 - 4 martie 1771) a fost prinț al Prusiei și margraf de Brandenburg. A fost cavaler al Ordinului Vulturul Negru. 

## Biografie
A fost fiul lui Philipp Wilhelm, margraf de Brandenburg-Schwedt și al prințesei Johanna Charlotte de Anhalt-Dessau. A fost nepot de frate al regelui Frederic I al Prusiei.
Frederic Wilhelm a fost cunoscut ca un om brutal din cauza temperamentului său vulcanic, a severității și a manierelor grosiere. El a fost educat și crescut de unchiul său, regele Frederic I, iar apoi de către vărul său, regele Frederic Wilhelm I. 
A făcut Marele Tur care era la modă în acele timpuri, călătorind la Geneva în 1715, și în 1716 în Italia. S-a întors în 1719 în Prusia, unde a primit ordinul Vulturul Negru de la Frederic Wilhelm I. La 15 iunie 1723 a fost numit general-maior prusac. La 10 iulie 1737 a fost numit general-locotenent.
Existența ramurei Schwedt a dinastiei Hohenzollern, care cobora de la tatăl regelui Frederic I și fiind "prinți de sânge", a reprezentat o amenințare teoretică a regilor prusaci. Frederic Wilhelm I a încercat să neutralizeze această amenințare menținându-și verii aproape, aducând frații Schwedt în casa lui, în calitate de tutore al lor, iar mai târziu să-l căsătorească pe Frederic Wilhelm cu fiica sa. 
Margraful Frederic Wilhelm a urmărit un program generos de construire în Schwedt, atât în palat cât și în oraș, și a cumpărat în mod activ teren și imobile pentru a-ș spori averea; această mărire l-a determinat în cele din urmă pe rege să-i interzică să mai facă orice astfel de achiziții. Spre deosebire de politica tatălui său, regele Frederic al II-lea a încercat să se distanțeze de verii săi Schwedt, umilindu-i cu fiecare ocazie. Ei au devenit indezirabili la curtea sa, regele a subminat autoritatea margrafului pe propriile lui domnii prin încurajarea plângerilor și proceselor vecinilor săi și, cel mai eficient, el a marginalizat poziția fraților Schwedt în armata prusacă. Margraful Frederic Wilhelm a fost îndepărtat de la comanda armatei, o denigrare pe care regele a extins-o, de asemenea, fraților săi.
Frederic Wilhelm a fost cu 19 ani mai mare decât soția sa, Sophia Dorothea a Prusiei. Căsătoria lor, în 1734, a avut loc la dorința expresă a regelui Frederic Wilhelm, împotriva dorinței fiicei lui. Relația cuplului nu a fost una fericită. Sophia a fugit de multe ori pentru protecție la fratele ei regele Frederic. În cele din urmă ei au trăit în locuri separate; Sophia a trăit la castelul Montplaisir, iar margraful a trăit în castelul Schwedt. Se pare că s-au împăcat numai atunci când soția era în stadiul terminal al bolii; a murit în brațele soțului ei.
Margraful și-a recunoscut un fiu nelegitim, singurul lui urmaș de sex masculin care a supraviețuit copilăriei. Din cauza lipsei sale de moștenitori, terenuri și titlul lui au fost moștenite de fratele său mai mic, Frederic Henric (a domnit în perioada 1771-1788).
Frederic Wilhelm a murit la 4 martie 1771, la vârsta de 70 de ani.

### Copii
Margraful și Sophia Dorothea au avut cinci copii:
- Sophia Dorothea (18 decembrie 1736 - 9 martie 1798); s-a căsătorit cu Frederic al II-lea Eugene, Duce de Württemberg
- Elisabeth Louise (22 aprilie 1738 - 10 februarie 1820); s-a căsătorit cu unchiul ei Prințul Augustus Ferdinand al Prusiei
- George Philip (10 septembrie 1741 - 28 aprilie 1742)
- Philippine (10 octombrie 1745 - 1 mai 1800); s-a căsătorit cu Frederic al II-lea, Landgraf de Hesse-Cassel
- George Frederick (3 mai 1749 - 13 august 1751)